# Hebdomophruda confusatrix
Hebdomophruda confusatrix is een vlinder uit de familie spanners (Geometridae). De wetenschappelijke naam van deze soort is voor het eerst geldig gepubliceerd in 1998 door Krüger.
De soort komt voor in tropisch Afrika.